# Lista de vereadores de Encanto (Rio Grande do Norte)
Esta é a lista de vereadores de Encanto, município brasileiro do estado do Rio Grande do Norte.
Hoje a administração municipal se dá pelo poder executivo, poder legislativo e poder judiciário. O poder legislativo é constituído à câmara municipal, que está composta por nove vereadores eleitos para mandatos de quatro anos em observância ao disposto no artigo 29 da Constituição. Cabe à casa elaborar e votar leis fundamentais à administração e ao executivo, especialmente o orçamento participativo (Lei de Diretrizes Orçamentárias). Conquanto seja o poder de veto assegurado ao prefeito, o processo de votação das leis que se lhe opõem costuma gerar conflitos entre Executivo e Legislativo.O prédio da Câmara chama-se Palácio Valdécio Januário do Rêgo.

## 14ª Legislatura (2021–2024)
Estes são os vereadores eleitos nas eleições de 15 de novembro de 2020, pelo período de 1° de janeiro de 2021 a 31 de dezembro de 2024:
|   | Nome                                                                                   | Partido                        | Votos | %    | Observações |
| - | -------------------------------------------------------------------------------------- | ------------------------------ | ----- | ---- | ----------- |
| 1 | Suzy Raquel Fernandes Nogueira (Pau dos Ferros, 24.09.1996–)                           | Partido dos Trabalhadores (PT) | 346   | 9,30 | 2º mandato  |
| 2 | Tito Diogo Ribeiro da Silva (Encanto, 10.11.1984–)                                     | Partido dos Trabalhadores (PT) | 321   | 8,63 | 2º mandato  |
| 3 | Yria Firmina Queiroz Rêgo (Pau dos Ferros, 24.06.1978–)                                | Democratas (DEM)               | 310   | 8,33 | 1º mandato  |
| 4 | Joza Carlos de Oliveira Lima (Encanto, 15.06.1971–)                                    | Democratas (DEM)               | 298   | 8,01 | 1º mandato  |
| 5 | Rosemary Fernandes Aquino de Queiroz, Rosa (2021-2022) (Doutor Severiano, 22.11.1967–) | Democratas (DEM)               | 274   | 7,37 | 5º mandato  |
| 6 | Marcelo Augusto de Queiroz Lima (Pau dos Ferros, 09.09.1986–)                          | Partido dos Trabalhadores (PT) | 273   | 7,34 | 2º mandato  |
| 7 | Francisco Ferreira de Bessa, Giliano Enfermeiro (Pau dos Ferros, 31.01.1982–)          | Democratas (DEM)               | 256   | 6,88 | 2º mandato  |
| 8 | Francisco Valdívio Silva, Chiquinho do Valentim (São Francisco do Oeste, 13.01.1972–)  | Republicanos                   | 204   | 5,48 | 1º mandato  |
| 9 | Francisco Luzimar de Oliveira Franco, Mazinho de Franco (Encanto, 27.08.1976–)         | Democratas (DEM)               | 191   | 5,13 | 4º mandato  |

## 13ª Legislatura (2017–2020)
Estes são os vereadores eleitos na eleições de 2 de outubro de 2016, pelo período de 1° de janeiro de 2017 a 31 de dezembro de 2020:
|   | Nome                                                                           | Partido                               | Votos | %     | Observações |
| - | ------------------------------------------------------------------------------ | ------------------------------------- | ----- | ----- | ----------- |
| 1 | Suzy Raquel Fernandes Nogueira (Pau dos Ferros, 24.09.1996–)                   | Partido Comunista do Brasil (PCdoB)   | 415   | 10,87 | 1º mandato  |
| 2 | Tito Diogo Ribeiro da Silva (Encanto, 10.11.1984–)                             | Solidariedade (SD)                    | 362   | 9,48  | 1º mandato  |
| 3 | Rosemary Fernandes Aquino de Queiroz, Rosa (Doutor Severiano, 22.11.1967–)     | Democratas (DEM)                      | 284   | 7,44  | 4º mandato  |
| 4 | Francisco Luzimar de Oliveira Franco, Mazinho de Franco (Encanto, 27.08.1976–) | Democratas (DEM)                      | 256   | 6,71  | 3º mandato  |
| 5 | Francisco Ferreira de Bessa, Giliano Enfermeiro (Pau dos Ferros, 31.01.1982–)  | Democratas (DEM)                      | 241   | 6,31  | 1º mandato  |
| 6 | Petrônio Chaves da Costa Freitas (Santo Antônio, 16.12.1978–)                  | Partido dos Trabalhadores (PT)        | 234   | 6,13  | 2º mandato  |
| 7 | José de Anchieta Fernandes de Souza (2017-2020) (Encanto, 10.07.1977–)         | Democratas (DEM)                      | 223   | 5,84  | 2º mandato  |
| 8 | Marcelo Augusto de Queiroz Lima (Encanto, 09.09.1986–)                         | Partido Socialista Brasileiro (PSB)   | 215   | 5,63  | 1º mandato  |
| 9 | João Pedro Castro de Souza (São Paulo, 21.09.1995–)                            | Partido Trabalhista do Brasil (PTdoB) | 183   | 4,79  | 1º mandato  |

## 12ª Legislatura (2013–2016)
Estes são os vereadores eleitos nas eleições de 7 de outubro de 2012, pelo período de 1° de janeiro de 2013 a 31 de dezembro de 2016:
|   | Nome                                                                       | Partido                             | Votos | %    | Observações |
| - | -------------------------------------------------------------------------- | ----------------------------------- | ----- | ---- | ----------- |
| 1 | Raimundo Nonato Nogueira, Nonato Guedes (Encanto, 04.01.1970–)             | Democratas (DEM)                    | 358   | 9,38 | 4º mandato  |
| 2 | Atevaldo Nazário da Silva (2013-2016) (Pau dos Ferros, 29.12.1980–)        | Democratas (DEM)                    | 298   | 7,81 | 2º mandato  |
| 3 | Rosemary Fernandes Aquino de Queiroz, Rosa (Doutor Severiano, 22.11.1967–) | Democratas (DEM)                    | 284   | 7,44 | 3º mandato  |
| 4 | Sueleido Chaves da Silva, Sueleido Motorista (Encanto, 20.11.1971–)        | Democratas (DEM)                    | 269   | 7,05 | 1º mandato  |
| 5 | Luzimar Carlos de Lima (Encanto, 20.11.1955–)                              | Partido Socialista Brasileiro (PSB) | 256   | 6,71 | 6º mandato  |
| 6 | José de Anchieta Fernandes de Souza (Encanto, 10.07.1977–)                 | Democratas (DEM)                    | 234   | 6,13 | 1º mandato  |
| 7 | Francisca Edvirgens Chaves Leite (Encanto, 12.10.1968–)                    | Partido Socialista Brasileiro (PSB) | 207   | 5,43 | 1º mandato  |
| 8 | Maria Jussioneide Pereira de Bessa, Toneide (Encanto, 16.06.1968–)         | Partido Progressista (PP)           | 195   | 5,11 | 1º mandato  |
| 9 | Marcondes Apolônio de Souza (Encanto, 24.05.1972–)                         | Partido dos Trabalhadores (PT)      | 183   | 4,80 | 1º mandato  |

## 11ª Legislatura (2009–2012)
Estes são os vereadores eleitos nas eleições de 5 de outubro de 2008, pelo período de 1° de janeiro de 2009 a 31 de dezembro de 2012:
|   | Nome                                                                           | Partido                             | Votos | %    | Observações |
| - | ------------------------------------------------------------------------------ | ----------------------------------- | ----- | ---- | ----------- |
| 1 | Raimundo Nonato Nogueira, Nonato Guedes (Encanto, 04.01.1970–)                 | Democratas (DEM)                    | 314   | 9,21 | 3º mandato  |
| 2 | Francisco Luzimar de Oliveira Franco, Mazinho de Franco (Encanto, 27.08.1976–) | Partido Socialista Brasileiro (PSB) | 302   | 8,86 | 2º mandato  |
| 3 | Luzimar Carlos de Lima, Sargento Bira (Encanto, 20.11.1955–)                   | Partido Socialista Brasileiro (PSB) | 266   | 7,80 | 5º mandato  |
| 4 | Ivanildo Marcelino da Silva (Pau dos Ferros, 14.03.1952–)                      | Partido Socialista Brasileiro (PSB) | 260   | 7,62 | 5º mandato  |
| 5 | Petrônio Chaves da Costa Freitas (Santo Antônio, 16.12.1978–)                  | Partido Progressista (PP)           | 259   | 7,60 | 1º mandato  |
| 6 | Cosma Edtônia Rufino Batista (Iracema, 27.09.1984–Ceará, 22.03.2009)           | Democratas (DEM)                    | 250   | 7,33 | 1º mandato  |
| 7 | Rosemary Fernandes Aquino de Queiroz, Rosa (Doutor Severiano, 22.11.1967–)     | Partido Socialista Brasileiro (PSB) | 247   | 7,24 | 2º mandato  |
| 8 | Atevaldo Nazário da Silva (Pau dos Ferros, 29.12.1980–)                        | Democratas (DEM)                    | 228   | 6,69 | 1º mandato  |
| 9 | Edvaldo Pereira da Silva (Doutor Severiano, 23.12.1954–)                       | Democratas (DEM)                    | 211   | 6,19 | 2º mandato  |

## 10ª Legislatura (2005–2008)
Estes são os vereadores eleitos nas eleições de 3 de outubro de 2004, pelo período de 1° de janeiro de 2005 a 31 de dezembro de 2008:
|   | Nome                                                                                  | Partido                             | Votos | %     | Observações |
| - | ------------------------------------------------------------------------------------- | ----------------------------------- | ----- | ----- | ----------- |
| 1 | Francisco Luzimar de Oliveira Franco, Mazinho de Franco (Encanto, 27.08.1976–)        | Partido Socialista Brasileiro (PSB) | 328   | 10,47 | 1º mandato  |
| 2 | Luzimar Carlos de Lima (Encanto, 20.11.1955–)                                         | Partido Socialista Brasileiro (PSB) | 304   | 9,71  | 4º mandato  |
| 3 | Firmina Januário do Rego (Encanto, 20.08.1964–)                                       | Partido Socialista Brasileiro (PSB) | 262   | 8,37  | 2º mandato  |
| 4 | Raimundo Nonato Nogueira, Nonato Guedes (Encanto, 04.01.1970–)                        | Partido Social Cristão (PSC)        | 259   | 8,27  | 2º mandato  |
| 5 | Ivanildo Marcelino da Silva (2005-2008) (Pau dos Ferros, 14.03.1952–)                 | Partido Socialista Brasileiro (PSB) | 238   | 7,60  | 4º mandato  |
| 6 | Geraldo de Souza Nunes (Encanto, 06.03.1961–)                                         | Partido Socialista Brasileiro (PSB) | 228   | 7,28  | 5º mandato  |
| 7 | Rosemary Fernandes Aquino de Queiroz, Rosa de Euzamar (Doutor Severiano, 22.11.1967–) | Partido Socialista Brasileiro (PSB) | 202   | 6,45  | 1º mandato  |
| 8 | Francelino do Nascimento Sobrinho, Sinete (Pau dos Ferros, 02.01.1942–)               | Partido Socialista Brasileiro (PSB) | 180   | 5,75  | 5º mandato  |
| 9 | Edvaldo Pereira da Silva (Doutor Severiano, 23.12.1954–)                              | Partido Social Cristão (PSC)        | 167   | 5,33  | 1º mandato  |

## 9ª Legislatura (2001–2004)
Estes são os vereadores eleitos nas eleições de 1º de outubro de 2000, pelo período de 1° de janeiro de 2001 a 31 de dezembro de 2004:
|   | Nome                                                            | Partido                                            | Votos | %     | Observações |
| - | --------------------------------------------------------------- | -------------------------------------------------- | ----- | ----- | ----------- |
| 1 | Geraldo de Souza Nunes (Encanto, 06.03.1961–)                   | Partido Progressista Brasileiro (PPB)              | 291   | 10,13 | 4º mandato  |
| 2 | Osvaldo Januário do Rego Filho (Pau dos Ferros, 20.07.1972–)    | Partido Progressista Brasileiro (PPB)              | 265   | 9,23  | 1º mandato  |
| 3 | Raimundo Nonato Nogueira (Encanto, 04.01.1970–)                 | Partido do Movimento Democrático Brasileiro (PMDB) | 256   | 8,91  | 1º mandato  |
| 4 | Francelino do Nascimento Sobrinho (Pau dos Ferros, 02.01.1942–) | Partido Progressista Brasileiro (PPB)              | 243   | 8,46  | 4º mandato  |
| 5 | Luzimar Carlos de Lima (2001-2004) (Encanto, 20.11.1955–)       | Partido Progressista Brasileiro (PPB)              | 234   | 8,15  | 3º mandato  |
| 6 | Firmina Januário do Rego (Encanto, 20.08.1964–)                 | Partido do Movimento Democrático Brasileiro (PMDB) | 211   | 7,35  | 1º mandato  |
| 7 | João Morais Bezerra (Pau dos Ferros, 14.06.1936–)               | Partido Progressista Brasileiro (PPB)              | 181   | 6,30  | 4º mandato  |
| 8 | Ivanildo Marcelino da Silva (Pau dos Ferros, 14.03.1952–)       | Partido Progressista Brasileiro (PPB)              | 165   | 5,74  | 3º mandato  |
| 9 | Elias Bezerra Pessoa (Pau dos Ferros, 02.01.1965–)              | Partido do Movimento Democrático Brasileiro (PMDB) | 130   | 4,53  | 1º mandato  |

## 8ª Legislatura (1997–2000)
Estes são os vereadores eleitos nas eleições de 3 de outubro de 1996, pelo período de 1° de janeiro de 1997 a 31 de dezembro de 2000:
|   | Nome                                                               | Partido                                            | Votos | % | Observações |
| - | ------------------------------------------------------------------ | -------------------------------------------------- | ----- | - | ----------- |
| 1 | Francisco José de Oliveira (1997-1998) (Areia Branca, 07.11.1966–) | Partido da Social Democracia Brasileira (PSDB)     | 295   | — | 3º mandato  |
| 2 | Geraldo de Souza Nunes (Encanto, 06.03.1961–)                      | Partido da Social Democracia Brasileira (PSDB)     | 237   | — | 3º mandato  |
| 3 | Francisco Sales Marcelino                                          | Partido do Movimento Democrático Brasileiro (PMDB) | 231   | — | 2º mandato  |
| 4 | Ivanildo Marcelino da Silva (Pau dos Ferros, 14.03.1952–)          | Partido da Social Democracia Brasileira (PSDB)     | 211   | — | 2º mandato  |
| 5 | Mário Cândido da Silva                                             | Partido da Social Democracia Brasileira (PSDB)     | 199   | — | 3º mandato  |
| 6 | João Morais Bezerra (Pau dos Ferros, 14.06.1936–)                  | Partido da Social Democracia Brasileira (PSDB)     | 186   | — | 3º mandato  |
| 7 | Edmilson Antonio de Oliveira (1999-2000) (Encanto, 05.02.1941–)    | Partido da Social Democracia Brasileira (PSDB)     | 184   | — | 1º mandato  |
| 8 | Luzimar Carlos de Lima (Encanto, 20.11.1955–)                      | Partido da Social Democracia Brasileira (PSDB)     | 183   | — | 2º mandato  |
| 9 | Francelino do Nascimento Sobrinho (Pau dos Ferros, 02.01.1942–)    | Partido da Social Democracia Brasileira (PSDB)     | 133   | — | 3º mandato  |

## 7ª Legislatura (1993–1996)
Estes são os vereadores eleitos nas eleições de 3 de outubro de 1992, pelo período de 1° de janeiro de 1993 a 31 de dezembro de 1996:
|   | Nome                                                                  | Partido | Votos | Observações |
| - | --------------------------------------------------------------------- | ------- | ----- | ----------- |
| 1 | Adebaldo Vieira de Medeiros                                           |         |       | 2º mandato  |
| 2 | Francelino do Nascimento Sobrinho (Pau dos Ferros, 02.01.1942–)       |         |       | 2º mandato  |
| 3 | Francisco José de Oliveira (Areia Branca, 07.11.1966–)                |         |       | 2º mandato  |
| 4 | Ivanildo Marcelino da Silva (1995-1996) (Pau dos Ferros, 14.03.1952–) |         |       | 1º mandato  |
| 5 | João Morais Bezerra (Pau dos Ferros, 14.06.1936–)                     |         |       | 2º mandato  |
| 6 | Luzimar Carlos de Lima (Encanto, 20.11.1955–)                         |         |       | 1º mandato  |
| 7 | Mário Cândido da Silva                                                |         |       | 2º mandato  |
| 8 | Valdécio Januário do Rego                                             |         |       | 2º mandato  |
| 9 | Geraldo de Souza Nunes (1993-1994) (Encanto, 06.03.1961–)             |         |       | 2º mandato  |

## 6ª Legislatura (1989–1992)
Estes são os vereadores eleitos nas eleições de 15 de novembro de 1988, pelo período de 1° de janeiro de 1989 a 31 de dezembro de 1992:
|   | Nome                                                               | Partido | Votos | Observações |
| - | ------------------------------------------------------------------ | ------- | ----- | ----------- |
| 1 | João Morais Bezerra (1989-1990) (Pau dos Ferros, 14.06.1936–)      |         |       | 1º mandato  |
| 2 | Geraldo de Souza Nunes (Encanto, 06.03.1961–)                      |         |       | 1º mandato  |
| 3 | Francisco José de Oliveira (1991-1992) (Areia Branca, 07.11.1966–) |         |       | 1º mandato  |
| 4 | Valdécio Januário do Rego                                          |         |       | 1º mandato  |
| 5 | Mário Cândido da Silva                                             |         |       | 1º mandato  |
| 6 | Francisco Sales Marcelino                                          |         |       | 1º mandato  |
| 7 | Adebaldo Vieira de Medeiros                                        |         |       | 1º mandato  |
| 8 | Francisco Edson da Costa (Encanto, 29.03.1963–)                    |         |       | 1º mandato  |
| 9 | José Carlos Filho (–Encanto, 08.04.1990)                           |         |       | 1º mandato  |
| — | Francelino do Nascimento Sobrinho (Pau dos Ferros, 02.01.1942–)    |         |       | 1º mandato  |

## 1ª Legislatura (1963–1968)
Estes são os vereadores eleitos, que tomaram posse em 20 de março de 1963:
|   | Nome                     | Partido | Votos | Observações |
| - | ------------------------ | ------- | ----- | ----------- |
| 1 | Umbelino Alves Granjeiro |         |       | 1º mandato  |
| 2 | Gonçalo da Silva Filho   |         |       | 1º mandato  |
| 3 | Osvaldo Januário do Rego |         |       | 1º mandato  |

## Legenda
| cor  | significado          |
| Bege | Presidente da Câmara |
| Azul | Suplente             |